# Georgette Soustelle
Pour les articles homonymes, voir Soustelle.
Georgette Soustelle (de son nom de naissance Georgette Fagot), née le 2 mai 1909 à Tunis (Protectorat français de Tunisie) et morte le 6 mai 1999 à Chartres (Eure-et-Loir), est une ethnologue américaniste française, spécialiste du Mexique et des langues otomies.

## Biographie

### Période méxicaine
Georgette Fagot fit ses études secondaires et supérieures à Lyon. En 1931, elle termine sa formation d'historienne, et se marie avec Jacques Soustelle le 5 août 1931 à Caluire. Paul Rivet obtient pour eux une bourse pour un terrain de deux ans au Mexique. Ils se rendent d'abord à Ixtlahuaca, dans l’État de Mexico, dans une population Otomi-mazahua, peu étudiée à l'époque. Georgette y élabora une carte linguistique de la famille Otomie, reprise dans le Handbook of Middle American Indian, et Jacques entamait ses recherches qui aboutirent à sa thèse de doctorat d’État : La famille Otomi-pame du Mexique central (Paris, Institut d'ethnologie, 1937). En 1935, le couple repartait dans la région de la Sierra Gorda, puis le territoire Lacandon, dont ils furent les premiers ethnologues. Georgette se réserva l'étude de leur religion, qui devait constituer un aspect de sa thèse de doctorat d'état : Tequila, un village nahuatl du Mexique oriental (Paris, Institut d'ethnologie, 1958).

### Musée de l'Homme
De retour en France en 1937, Paul Rivet nomma Jacques Soustelle, sous-directeur du nouveau musée de l'Homme, alors en construction. Georgette s'affaira avec Henri Lehmann à la constitution du fonds d'objets américains, à organiser les collections, les panneaux et les vitrines.

### Seconde Guerre mondiale
En 1940, le couple repartit en mission de recherche au Mexique, cette fois ils s'installèrent dans un village de la Sierra de Zongolica, dans l’État de Veracruz, ou la langue et la culture nahua étaient encore préservées. Pendant que son mari est attaché militaire auprès du commandant Signoret, elle poursuit leurs travaux sur les Aztèques et les Mayas. En 1942, elle rejoindra Jacques, qui est à Londres, auprès du général de Gaulle,et s'adonne à des activités de résistance. Et à la Libération, elle se retrouvera au musée de l'Homme, responsable du département américaniste.
En 1955, elle abandonnera à nouveau ses activités américanistes pour seconder son mari nommé en Algérie. Car elle a toujours été à ses côtés même dans les moments les plus difficiles, prête à le soutenir dans la vie universitaire ou politique.

### La Sorbonne
En 1958, elle rentre comme chercheur au CNRS, et crée un séminaire d'ethnologie du Mexique et de l'Amérique centrale à la Sorbonne. Elle dirige des thèses et participe à de nombreux jurys. Elle est également trésorière de la Société des américanistes.
En 1976, elle fut la commissaire de l'exposition consacrée à Paul Rivet, pour rendre hommage à celui qui avait suscité sa vocation et celle de son mari. Elle fit don au musée de l'Homme de sa riche bibliothèque constituée avec son mari, au fil de leur vie. Elle a désormais intégré les collections de la bibliothèque du Musée du Quai Branly.
Après le décès de son mari en 1990, elle se retire à Chartres.
Elle est inhumée au cimetière Saint-Martin de Miribel.

## Les oeuvres de Georgette Soustelle
« Collection d'objets des indiens Otomi et d'ethnies apparentées » (1933).
« Folklore chilien, textes choisis » (1938).
« Envers et contre tout, de Londres à Alger » (1940-1942)
« Chefs d'oeuvre d'Amérique préconlombienne » (1947), Musée de l'Homme, de Henri Lehman et autres avec Georgette Soustelle comme collaboratrice.
« Téquila, un village nahuatl du Mexique oriental », Institut d'Ethnologie, Paris 1959 a.
« Quand Dieu habite avec les idoles ». Réalités, n°168, janvier 1960, pp. 52-62.
« L'ethnologie américaine », Revue de l'enseignement supérieur, SEVPEN, n°3, pp 59-68, 1965.
« Collections Lacandones », Objets et monde, revue du Musée de l'Homme, supplément au Tome VI, 2, 1966 a.
« Le Pain » (1979) de Bernard Dupaigne en collaboration avec Georgette Soustelle.
« Mexico's magical appeal », Apollo, Londres, nov. 1966 b, 20 p.
« Four thousand Years of Ancien Mexican Art », Apollo, Londres, nov. 1966 b, 20 p.
Les sociétés indiennes du Mexique et de l'Amérique, université de Paris V, 1972, 52 p.
« Bidonville de Boubsila » de Husein Dey en collaboration avec Georgette Soustelle